# Dekadischer Logarithmus

Funktionsgraph des dekadischen Logarithmus

Der dekadische Logarithmus oder Zehnerlogarithmus ist der Logarithmus zur Basis 10. Die mathematische Schreibweise für den dekadischen Logarithmus einer Zahl {\displaystyle x} ist gemäß DIN 1302
{\displaystyle \lg x} oder {\displaystyle \log _{10}x\,.}
Seine Umkehrfunktion ist {\displaystyle 10^{x}}, das heißt {\displaystyle y=10^{x}} ist gleichbedeutend mit {\displaystyle x=\lg y\,.}
Die Schreibweise {\displaystyle \log x} (ohne Basis) ist mit widersprüchlichen Bedeutungen belegt (siehe Logarithmus), wird in der Praxis aber dennoch mitunter für den dekadischen Logarithmus verwendet.
Logarithmentabellen erleichterten das Rechnen, bevor in den 1970er-Jahren Taschenrechner zu einem weitverbreiteten Hilfsmittel wurden. In den Anhängen vieler Bücher fanden sich Logarithmentafeln, die für alle Zahlen von 1 bis 10 in Schritten von beispielsweise 0,01 oder 0,001 den Wert des dekadischen Logarithmus auflisteten. Es mussten nur die Werte für Zahlen von 1 bis 10 gedruckt werden, da sich die Werte für andere Zahlen wie im folgenden Beispiel berechnen lassen. Liest man etwa in der Tabelle ab, dass
{\displaystyle \log _{10}1{,}2\approx 0{,}07918}
gilt, so folgt
{\displaystyle \log _{10}120=\log _{10}(10^{2}\cdot 1{,}2)=2+\log _{10}1{,}2\approx 2{,}07918\,.}
Der dekadische Logarithmus wird nach Henry Briggs auch Briggsscher Logarithmus genannt.

## Basisumrechnung
Heute besitzen viele wissenschaftliche Taschenrechner (beispielsweise in der Schule verwendete Geräte) eine Taste mit der Aufschrift log, die den dekadischen Logarithmus einer Zahl wiedergibt. Möchte man den Logarithmus auf der Basis einer anderen Zahl erhalten und hat aber nur eine Taste für den Logarithmus auf der Basis 10 zur Verfügung, so kann einem folgende mathematische Gesetzmäßigkeit weiterhelfen:
{\displaystyle \log _{b}(x)={\frac {\log _{a}(x)}{\log _{a}(b)}}}

### Beispiel
In diesem Rechenbeispiel wird der binäre Logarithmus {\displaystyle \log _{2}(16)} mit Hilfe des dekadischen Logarithmus errechnet:
{\displaystyle \log _{2}(16)={\frac {\lg(16)}{\lg(2)}}={\frac {1{,}2041\ldots }{0{,}3010\ldots }}=4}